# Arnaud de Comps
Arnaud de Comps (ook genoemd Arnaldo, Arnoldus Compensis of Arnaldus de Comps) (overleden: 1163) was van 1162 tot zijn dood de vierde grootmeester van de Orde van Sint-Jan van Jeruzalem.
Arnaud kwam uit een Franse adellijke familie uit Comps-sur-Artuby. Zijn familie had enige invloed in de Provence en de Dauphiné. Hij was niet veel jonger dan Auger de Balben, toen Arnaud hem opvolgde in 1162. Hij was slechts maar een jaar grootmeester van de orde. Gilbert d'Aissailly volgde hem op.